# Tommaso Ragno
Tommaso Ragno, né le 23 juillet 1967 à Vieste est un acteur italien qui commence sa carrière au théâtre, où il marque une préférence pour les pièces du répertoire, puis aborde le cinéma et la télévision.

## Biographie
Né à Vieste (Pouilles, Italie) le 23 juillet 1967, Tommaso Ragno suit les cours de la Scuola d'Arte drammatica de Paolo Grassi à Milan.
En 1988, il débute au théâtre dans La seconda generazione, une tragédie inspirée des auteurs grecs anciens mise en scène par Mario Martone, metteur en scène qu'il retrouve l'année suivante dans Woyzeck de Georg Büchner. Il retourne à la tragédie grecque à plusieurs reprises, particulièrement Euripide, avec un triptyque (Électre, Iphigénie en Tauride et Oreste) dirigé par Massimo Castri de 1989 à 1991, Électre mise en scène par Piero Maccarinelli en 2003 et Médée mise en scène par Emma Dante en 2004. Il marque une prédilection pour les auteurs reconnus tels Shakespeare (La Nuit des rois, 1991 et 2014 ; Mesure pour mesure, 1993 et 1999 ; Le Songe d'une nuit d'été, 1997 et 1999 ; Hamlet, 1999 ; Troïlus et Cressida, 2006), Goldoni (Le Café, Le Menteur et La locandiera, 1994 ; La trilogie de la Villégiature, 2007-2010), Molière (L'École des femmes, 1995 ; L'Avare, 1997), Tchekov (La Noce, 2001 ; La Mouette, 2017) ou encore Eugene O'Neill, Musset, Garcia Lorca, Ibsen, Pinter et Schiller. Il renouvelle volontiers les collaborations avec les metteurs en scène qu'il estime comme Carlo Cecchi (10 reprises), Luca Ronconi (4 reprises) ou Toni Servillo avec lequel il a également joué.
Près de dix ans après avoir commencé sa carrière au théâtre, il s'oriente également vers le cinéma en 1997, avec Devenir adulte de Davide Ferrario puis, en 2000, il est le protagoniste de Chimera de Pappi Corsicato. Sous la direction d'Emidio Greco, il tourne Le Conseil d'Égypte en 2002 et L’uomo privato en 2007. La même année, dans une adaptation contemporaine du mythe de Médée de Tonino De Bernardi, Médée Miracle, il interprète Jason aux côtés d'Isabelle Huppert. Dans les années 2010, il obtient des rôles, plus ou moins importants, dans des films reconnus tels Moi et toi (2012), adaptation d'un roman de Niccolò Ammaniti par Bernardo Bertolucci, Folles de joie (2015) de Paolo Virzì ou encore Heureux comme Lazzaro d'Alice Rohrwacher, en compétition au Festival de Cannes 2018.
À partir de 1998, on le voit aussi à la télévision avec Più leggero non basta réalisé par Elisabetta Lodoli. Il est l'un des protagonistes des séries Distretto di Polizia-11 (2011) et de Il tredicesimo apostolo (2012-2014). Ensuite il prend part à plusieurs séries produites par Sky Italia dont 1992 et 1993 (2015-2017) où il incarne un homme d'affaires corrompu poursuivi par la justice et la mafia, et Il miracolo (Niccolò Ammaniti, 2018) où son interprétation d'un prêtre à la dérive est récompensée par le prix d'interprétation masculine au festival Séries mania 2018.
Depuis 2006, dans l'émission Ad Alta voce sur Radio 3 (Rai) il lit des classiques tels que Le Portrait de Dorian Gray d'Oscar Wilde, Chambre avec vue d'E. M. Forster, Dracula de Bram Stoker, Frankenstein de Mary Shelley ou encore L'Adieu aux armes d'Ernest Hemingway.

## Théâtre
- 1988 - La seconda generazione, d'après les tragiques grecs, texte et mise en scène de Mario Martone
- 1989 - Lettere alla fidanzata, texte de Renato Gabrielli d'après les lettres de Fernando Pessoa, mise en scène de Mauricio Paroni De Castro
- - Woyzeck, de Georg Büchner, mise en scène de Mario Martone
- 1989-1991 - Electre, Iphigénie en Tauride et  Oreste, triptyque « Projet Euripide », mise en scène de Massimo Castri
- 1990 - Oltremare, de Renato Gabrielli, mise en scène de Mauricio Paroni De Castro
- 1991 - La Nuit des rois, de William Shakespeare, mise en scène de Carlo Cecchi
- 1992 - L'Étrange Intermède, d'Eugene O'Neill, mise en scène de Luca Ronconi
- 1993 - Mesure pour mesure, de William Shakespeare, mise en scène de Luca Ronconi
- 1994 - Léonce et Léna de Georg Büchner, mise en scène de Carlo Cecchi
- - La locandiera, Le Menteur de Carlo Goldoni, mise en scène de Carlo Cecchi
- - Le Café de Carlo Goldoni, mise en scène de Gianfranco De Biosio
- 1995 - L'École des femmes de Molière, mise en scène de Cristina Pezzoli
- 1996-1997 - Io, l'erede de Eduardo De Filippo, mise en scène de A. Ruth Shammah
- - Les Aventures de Pinocchio de Carlo Collodi, mise en scène de Stefano De Luca
- - L'Avare de Molière, mise en scène de Giorgio Strehler et Lamberto Puggelli
- - Le Songe d'une nuit d'été de William Shakespeare, mise en scène de Carlo Cecchi
- 1998 - La Petite Catherine de Heilbronn de Heinrich von Kleist, mise en scène de Cesare Lievi
- - Les Amours de Don Perlimplín avec Belise en son jardin  de Federico García Lorca, mise en scène de Mina Mezzadri
- - Les Caprices de Marianne d'Alfred De Musset, mise en scène de Mina Mezzadri
- 1999 - Hamlet, Le Songe d'une nuit d'été et Mesure pour mesure, trilogie shakespearienne, mise en scène de Carlo Cecchi
- 2000 - Hedda Gabler de Henrik Ibsen, mise en scène de Carlo Cecchi
- 2001 - Le Prince constant de Pedro Calderón de la Barca, mise en scène de Cesare Lievi
- - La Noce de Anton Tchekhov, mise en scène de Carlo Cecchi
- - Sik-Sik de Eduardo De Filippo, mise en scène de Carlo Cecchi
- 2002-2003 - Electre d'Euripide, mise en scène de Piero Maccarinelli
- - Trahisons de Harold Pinter, mise en scène de Valerio Binasco
- 2004 - Médée d'Euripide, mise en scène d'Emma Dante
- - Verbò de Giovanni Testori, mise en scène de Jean René Lemoine
- 2006 - Troïlus et Cressida de William Shakespeare, mise en scène de Luca Ronconi
- - Lo specchio del diavolo de Giorgio Ruffolo, mise en scène de Luca Ronconi
- 2007 - L'Ennemi de Julien Green, mise en scène de Carmelo Rifici
- 2008 - Dalla tempesta, de Shakespeare et Pirandello, mise en scène de Lucia Vasini
- 2007-2010 - La Trilogie de la Villégiature de Carlo Goldoni, mise en scène de Toni Servillo
- 2012 - Drunk Enough to Say I Love You? / Abbastanza sbronzo da dire ti amo? de Caryl Churchill, mise en scène de Carlo Cecchi
- 2013 - Uno, extrait de Rive de Gabriele Frasca, mise en scène d'Alessandra Cutolo
- 2014 - La Nuit des rois de Shakespeare, mise en scène de Carlo Cecchi
- 2016 - Cabale et Amour de Schiller, mise en scène de Marco Sciaccaluga
- 2017 - La Mouette d'Anton Tchekhov, mise en scène de Marco Sciaccaluga

## Filmographie

### Cinéma
- 1996 - Devenir adulte (Tutti giù per terra) de Davide Ferrario
- 2000 - Chimera de Pappi Corsicato
- 2001 - Le Conseil d'Égypte de Emidio Greco
- 2003 - L'Iguana de Catherine McGilvray
- - Amatemi de Renato De Maria
- 2005 - Sexum superando - Isabella Morra de Marta Bifano
- - Anche libero va bene de Kim Rossi Stuart
- 2006 - L'uomo privato de Emidio Greco
- - Médée Miracle de Tonino De Bernardi
- 2007 - Peopling The Palaces At Venaria Reale – Ripopolare la reggia film/installation de Peter Greenaway
- 2008 - Pandemia de Lucio Fiorentino
- - Il citofono de Emanuela Rossi (court-métrage)
- 2010 - Missione di pace de Francesco Lagi
- - La passione de Carlo Mazzacurati
- 2012 - Je voyage seule de Maria Sole Tognazzi
- - Go with le Flo de Michael Glover
- - Moi et Toi de Bernardo Bertolucci
- 2013 - La terra dei santi de Fernando Muraca
- - La nostra terra de Giulio Manfredonia
- - Un ragazzo d'oro de Pupi Avati
- 2014 - Ho ucciso Napoleone de Giorgia Farina
- - Poli opposti de Max Croci
- - A metà luce d'Anna Gigante (court-métrage)
- 2015 - Folles de joie de Paolo Virzì
- 2016 - I peggiori de Vincenzo Alfieri
- - E così sia de Cristina Spina (court-métrage)
- - Maria Mafiosi de Julie Ronstedt
- 2017 - Riccardo va all'inferno de Roberta Torre
- 2018 - Hotel Gagarin de Simone Spada
- - Heureux comme Lazzaro d'Alice Rohrwacher
- 2019 - Copperman d'Eros Puglielli
- 2020 : Le Poète et le Dictateur (Il cattivo poeta) de Gianluca Jodice
- 2021 : Tre piani de Nanni Moretti
- 2022 : Nostalgia de Mario Martone
- 2024 : Vermiglio ou La Mariée des montagnes de Maura Delpero.

### Télévision
- 1998 - Più leggero non basta d'Elisabetta Lodoli (téléfilm, Rai 2)
- 2003 - Doppio agguato de Renato Di Maria (mini-série télévisée, Canale 5)
- - Un papà quasi perfetto de Maurizio Dell'Orso (mini-série télévisée, Rai 1)
- 2004 - Orgoglio de Giorgio Serafini et Vittorio De Sisti (série télévisée, Rai 1)
- 2005 - Il maresciallo Rocca de Giorgio Capitani et Fabio Jephcott (série télévisée, Rai 1)
- - Elisa 2 de Cinzia TH Torrini (série télévisée, Canale 5)
- - 48 ore de Eros Puglielli (série télévisée, Canale 5)
- 2007 - La stagione dei delitti de Donatella Maiorca et Daniele Costantini (série télévisée, Rai 2)
- - Les Spécialistes : Investigation scientifique de Pier Belloni et Alexis Sweet (série télévisée, Canale 5)
- 2011 - Distretto di polizia 11 de Alberto Ferrari (série télévisée, Canale 5)
- 2012-2014 - Il tredicesimo apostolo de Alexis Sweet (série télévisée, Canale 5)
- 2015 - Le tre rose di Eva 3 de Raffaele Mertes (série télévisée, Canale 5)
- - Fuoriclasse 3 de Tiziana Aristarco (série télévisée, Rai 1)
- - 1992 de Giuseppe Gagliardi (série télévisée, Sky Atlantic)
- - Squadra criminale de Giuseppe Gagliardi (série télévisée, Rai)
- 2017 - La porta rossa de Carmine Elia (série télévisée, Rai 2)
- - 1993 de Giuseppe Gagliardi (série télévisée, Sky Atlantic)
- - Fabrizio De André - Principe libero de Luca Facchini (mini-série télévisée, Rai 1)
- 2018 - Il miracolo de Niccolò Ammaniti (série télévisée, Sky Atlantic)
- - Baby (série télévisée, Netflix)

## Enregistrements sonores

### Radio
Lectures pour Radio 3 Ad alta voce (À voix haute) :
- 2006 Le Portrait de Dorian Gray d'Oscar Wilde
- 2008 Chambre avec vue d'E. M. Forster
- 2011 Da Quarto al Volturno. Noterelle di uno dei Mille di Giuseppe Cesare Abba
- 2012 Dracula de Bram Stoker
- 2013 Frankenstein de Mary Shelley
- 2014 Shakespeare 450° - Sonnets
- - L'Adieu aux armes d'Ernest Hemingway
- 2015 Napoli extrait de Burattini, Streghe e Briganti de Walter Benjamin
- 2016 Conversation en Sicile d'Elio Vittorini
- - Dove fioriscono i limoni. L'Italia di Goethe 200 anni dopo
- 2017 Le Moine de Matthew Gregory Lewis

### Livres lus
- 2016 Le Nom de la rose d'Umberto Eco
- - Le Pendule de Foucault d'Umberto Eco